# 360 Graus
360 Graus é um álbum de estúdio do cantor brasileiro Eli Soares, lançado em 2019 pela Universal Music Brasil.
Em sua maior parte de autoria do próprio cantor, o álbum se baseia em trechos bíblicos, especialmente em 1 Coríntios 12 do versículo 4 a 12, que tem a intenção de mostrar que Deus se expressa de diversas formas, se movendo em todas as esferas do mundo.
O álbum foi produzido pelo próprio cantor em parceria com Marcos Roberto. Também traz a participação da esposa do cantor, Késia Soares, no single "Mais Que o Mundo". Traz também a música de trabalho, "Deus Não é Culpado". Neste CD, o álbum reúne músicas do extended play Aonde Está Deus? e mais seis inéditas. O single homônimo foi certificado pela Pro-Música Brasil com disco de Ouro em 2022.

## Lançamento e recepção
| Críticas profissionais | Críticas profissionais |
| Avaliações da crítica  | Avaliações da crítica  |
| Fonte                  | Avaliação              |
| ---------------------- | ---------------------- |
| Super Gospel           | [ 4 ]                  |

360 Graus foi lançado em abril de 2019 pela gravadora Universal Music Brasil. O projeto recebeu uma avaliação favorável da mídia especializada. Em texto de Tiago Abreu publicado no portal Super Gospel, o álbum foi classificado como o "auge estético e musical" de Eli Soares e que o projeto era "o seu melhor registro até agora".
Em 2019, foi eleito pelo Super Gospel o 57º melhor álbum da década de 2010.

## Faixas
1. Aonde Está Deus?
2. Quem é Esse
3. Oh Glória
4. De Joelhos
5. Não Existe Impossível
6. Ele Sorriu Pra Mim
7. Eu Te Louvarei
8. Agindo Deus
9. Cantarei Teu Amor
10. Tempo
11. Deus Não é Culpado
12. Mais Que o Mundo (feat. Késia Soares)